# Strand Schillig
Der Strand Schillig  ist ein teilweise künstlich angelegter Badestrand  in der Gemeinde Wangerland in Niedersachsen. Der Strand liegt zwischen dem Sportplatz Schillig im Süden und verläuft „um das Eck“ Richtung Osten und endet am Westrand Naturstrandes Schillig. Der Bereich des Naturstrandes ist der einzige natürliche Sandstrand am Festland der Halbinsel Ostfriesland und weist kleine Sanddünen auf. 

## Beschreibung
Der Strand verfügt über die Bereiche Textilstrand und Hundestrand. Er liegt an der Nordostecke der Halbinsel Ostfriesland.
Während der Badezeiten wird der Strand von Schwimmaufsichten überwacht. Die Badezeit beginnt üblicherweise zwei Stunden vor dem Hochwasser und endet zwei Stunden danach. Der Strand liegt am Niedersächsischen Wattenmeer, so dass Baden und Schwimmen von den Gezeiten abhängig sind. Bei Ebbe zieht sich das Meerwasser teilweise mehrere Kilometer zurück. Obschon der Strand Schillig regelmäßig gewartet wird, ist er neben Duhnen  bei Cuxhaven der einzige natürliche Sandstrand der Festlandsküste Niedersachsens, der einzige Natursandstrand des Festlands Ostfrieslands und darüber hinaus der einzige Strand des Landes Niedersachsen auf dem Festland, der über, wenn auch kleine, Sanddünen verfügt.

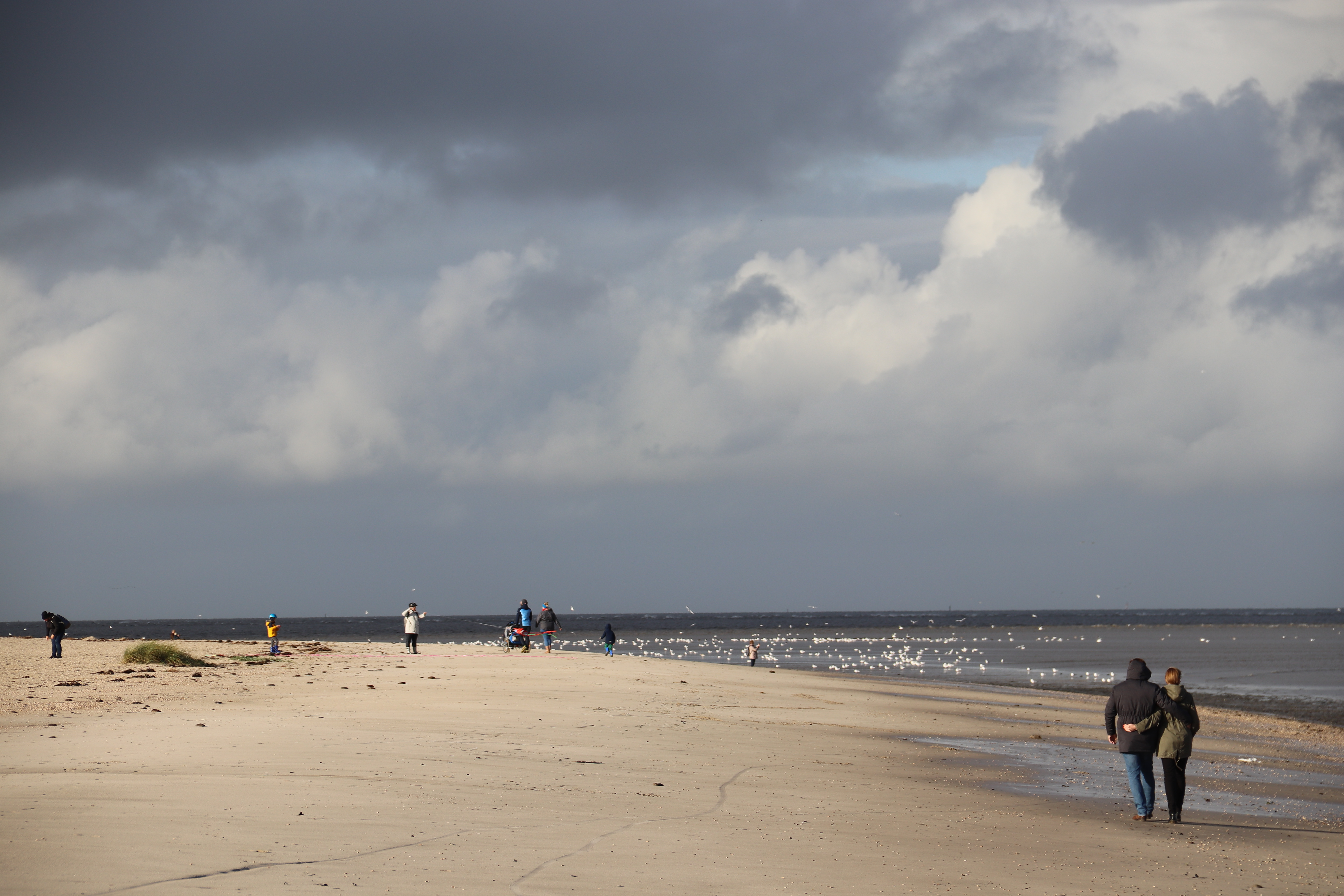
Sandstrand
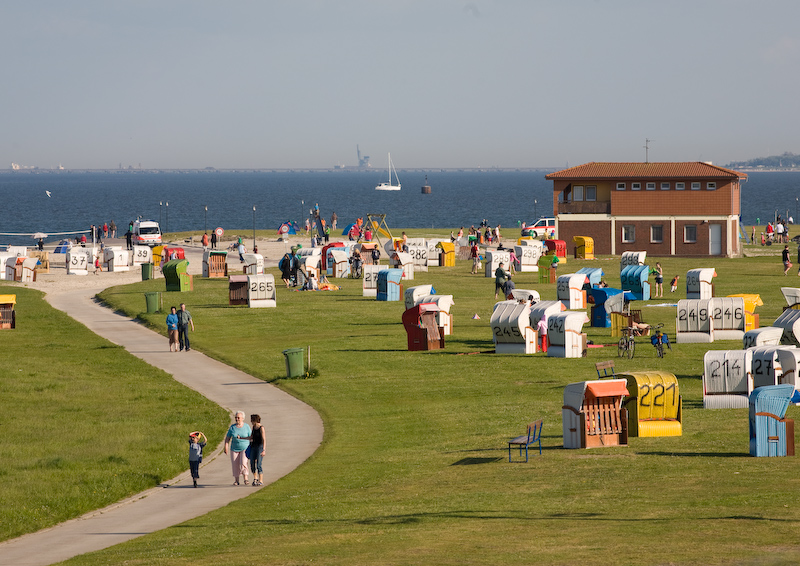
Rasenfläche mit Sanitärgebäude
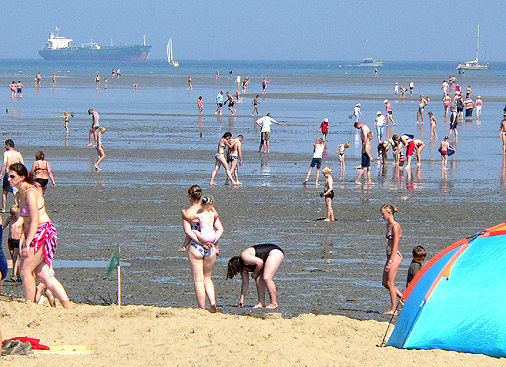
Strand bei Ebbe
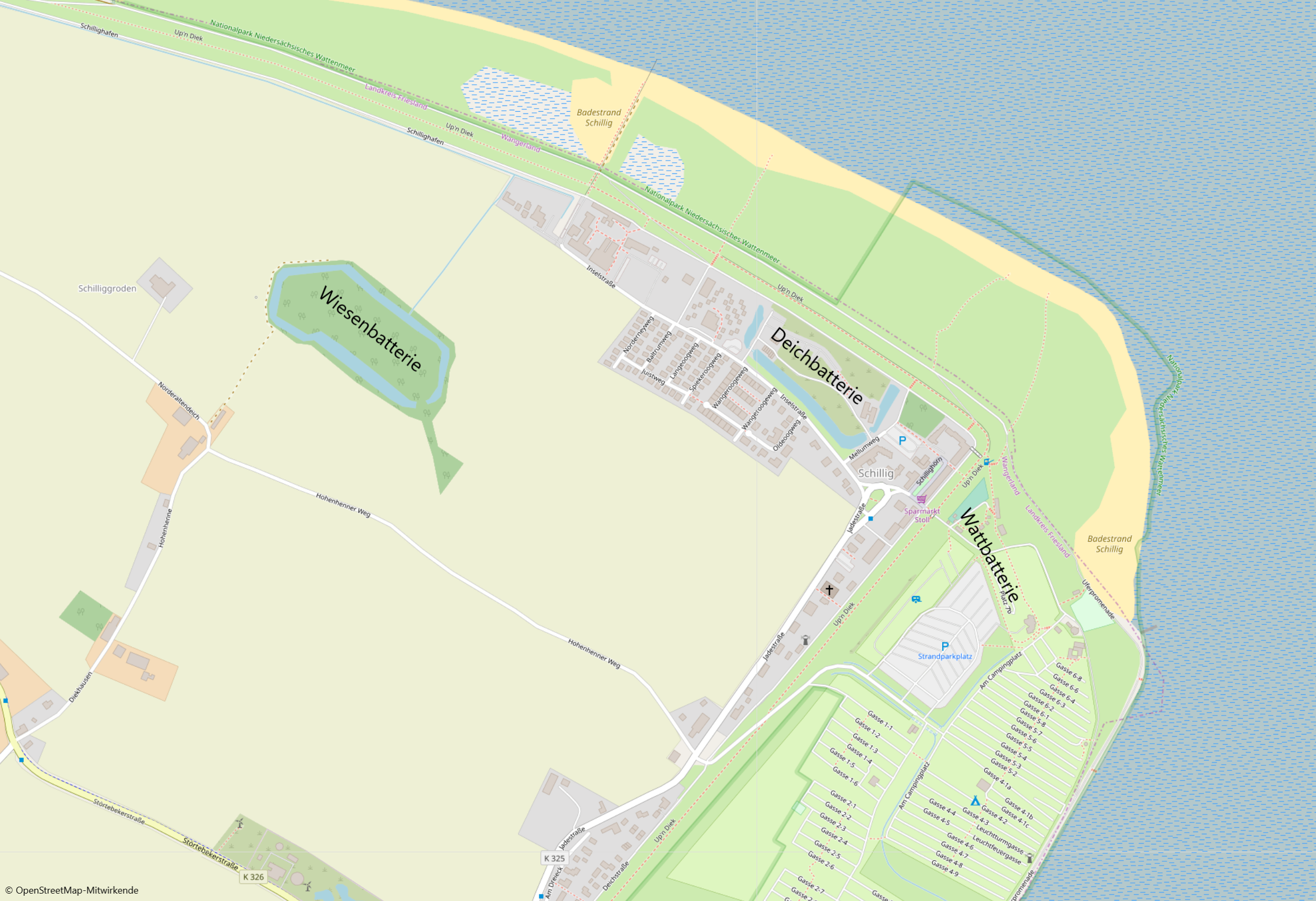
Karte
Dünen am Strand Schillig